# Таганрогская городская публичная библиотека имени А. П. Чехова
Центральная городская публичная библиотека им. А. П. Чехова — старейшая библиотека юга России. Открыта 23 мая 1876 года. Среди первых её читателей — гимназист Антон Чехов. С 90-х годов XIX в. и вплоть до самой смерти в 1904 году писатель присылал библиотеке посылки с книгами на иностранных языках.

## История
Первая общественная библиотека была создана в Таганроге в 1812 году. Принадлежала общественная библиотека городскому клубу коммерческого собрания, первая частная библиотека, открытая в 1858 году, принадлежала надворному советнику Данилову. Позднее в городе было открыто ещё несколько частных библиотек. В 1876 году была закрыта общественная библиотека при Коммерческом собрании, а весь её книжный фонд был передан вновь открытой городской библиотеке. Общественная библиотека находилось под началом городской управы. Заведующими библиотекой назначались достойные известные люди. За свой труд они не получали никакого вознаграждения.
Первым идею построить новое большое здание библиотеки подал городской голова Таганрога (1905—1909) Павел Фёдорович Иорданов. Городская Дума не торопилась реализовывать задуманное, и только приближение юбилейной даты: 50-летие со дня рождения А. П. Чехова, заставила чиновников приблизить решение о постройке библиотеки. В 1907 году городской архитектор Б. Гершкович выполнил проект здания библиотеки, однако он не был одобрен. Вначале строительство здания библиотеки предполагалось вести около дома по улице Чехова, где родился писатель. Для библиотеки был одобрен проект Ф. О. Шехтеля.
Освящение места закладки здания состоялось 11 сентября 1910 года. На освящении присутствовали городской голова, члены управы и городской думы. Через четыре года здание было построено. В сентябре 14 сентября 1914 года состоялось открытие библиотеки и музея имени Антона Павловича Чехова.
Новое здание библиотеки построено в стиле модерн по проекту московского академика архитектуры Ф. О. Шехтеля. В память о своём друге, писателе А. П. Чехове, Шехтель за работу над проектом не взял ни копейки. Оплату за работу получили только его помощники.
Чеховский фонд с произведениями писателя был выделен в особую группу, он занял отдельное место в библиотеке. В фонде содержатся книги лично подаренные Чеховым, с автографами его друзей и знакомых. В годовщину смерти писателя библиотеке было присвоено его имя.
В 20-е годы библиотека стала центром, куда стекались книги из брошенных усадеб. В годы Великой Отечественной войны в период немецкой оккупации города (1942—1943) библиотекари сохраняли и спасали фонд. С 1979 года ЦГПБ имени А. П. Чехова возглавляет Централизованную библиотечную систему (ЦБС) и является методическим центром для всех библиотек города. В 1995 году библиотеке присвоен статус публичной.

## Библиотека сегодня
Сегодня библиотека — информационный, культурный, методический центр в городе, где проводятся литературные, музыкальные вечера, поэтические встречи, премьеры и презентации книг, семейные салоны, деловые игры, конкурсы и т. д.
В концертно-выставочном зале библиотеки и концертном зале Дома Чайковских (нотно-музыкальный отдел) постоянно проходят концерты известных в городе ансамблей, камерного хора, муниципального оркестра, вокалистов и музыкантов, работают выставки художников, мастеров прикладного искусства, народных умельцев.
В отделе литературы на иностранных языках представлены книги почти на всех языках мира. В фонде отдела имеются издания на французском и английском языках, изъ-ятые в 1920 г. из частных библиотек богатых семей Скамаранга, Маноусси и др. Книги изданы в Париже во 2 половине XIX века, в том числе: французские писатели и английские писатели. Из книг, предположительно подаренных А. П. Чеховым в 1898 г. — книги французских писателей Гюго, Золя, Бальзака. Работают кружки по обучению английскому, французскому языкам и эсперанто. По линии Таганрог-Люденшайд (Германия) ведется переписка с представителями партии «зеленых», поддерживаются дружеские контакты. В настоящее время работает клуб общения на английском языке.
В отделе дореволюционных и ценных изданий хранится большой фонд энциклопедий, словарей и справочников. Среди них: «Адресная книга города Санкт-Петербурга на 1895 год» (СПб, 1895 г.), «Словарь достопамятных людей русской земли» (в 5-ти частях, 1836 г.), «Народная энциклопедия научных и прикладных знаний» (М., 1910—1912 г. г.). Фонд редких книг по искусству представлен следующими изданиями: Грабарь И. История русского искусства (т. 1-6, С-Пб, 1909 г.), «Достопримечательности в мире» (М., Тип. Селивановского, 1822), Гельмгольц Г. Учение о слуховых ощущениях" (С-Пб, 1875), Сумцов Н. Ф. «Леонардо да Винчи» (Харьков, Печатное дело, 1900), и др. Большую помощь в научно-исследовательской и учебной деятельности оказывают дореволюционные журналы: «Библиотека для чтения» 1834—1862 г. г., «Отечественные записки» 1839—1882 г. г., «Современник» 1839—1915 г. г., «Русский вестник» 1856—1906 г. г., «Вестник Европы» 1868—1917 г. г. и др.
В 1996 году в библиотеке открылся новый отдел — автоматизации библиотечных процессов. Электронный читальный зал. На 1 января 2007 года объём собственных баз данных составляет — более 80 000 документов электронные базы данных (базы данных: краеведение, новая литература, литература по искусству, литературоведению, языкознанию, психологии, религии, техники, редкий фонд, подарочный фонд и др.)
Электронный читальный зал отдела, предлагает читателям: Интернет; справочно-правовые системы «Консультант Плюс»; медиатеку; литературу и периодические издания по компьютерным технологиям.
Сегодня Центральная городская публичная библиотека имени А. П. Чехова — одна из старейших библиотек юга России с уникальным фондом, неоднократно была победителем в смотрах-конкурсах «Библиотека года», получено 2 гранта: «Чеховский мемориальный Интернет-центр» (Фонд Сороса, Институт «Открытое общество»), «А. П. Чехов в мировом информационном пространстве» (Грант президента РФ). В библиотеке с успехом используются инновационные методы работы по обслуживанию пользователей, массовой работе и другим направлениям деятельности.
На протяжении двух лет добровольческой деятельности в роли внештатного сотрудника отдела комплектования библиотеки работает таганрогский поэт Владимир Дорда, он передал в дар библиотеки от писателей и издателей свыше тысячи томов, среди них — редкие книги, изданные небольшими тиражами. Зная несколько языков, он попробовал обратиться с просьбой о дарении авторских экземпляров и к иностранным писателям. И откликнулись на просьбу авторы Греции, Польши, Болгарии, Германии, Чехии, Австрии, Италии, США.

## Новые технологии
В конце 2009 года компания Xerox оснастила библиотеку им. А. П. Чехова библиотечно-информационным комплексом с возможностью полнотекстового поиска. Единый программно-аппаратный комплекс включает в себя профессиональный автоматический книжный сканер Kirtas Sky View, интеллектуальную систему распознавания текстов ABBYY FineReader, пограммную систему Xerox DocuShare, обеспечивающую совместную работу над документами до 250 пользователей и возможность неограниченного гостевого доступа.

## Галерея

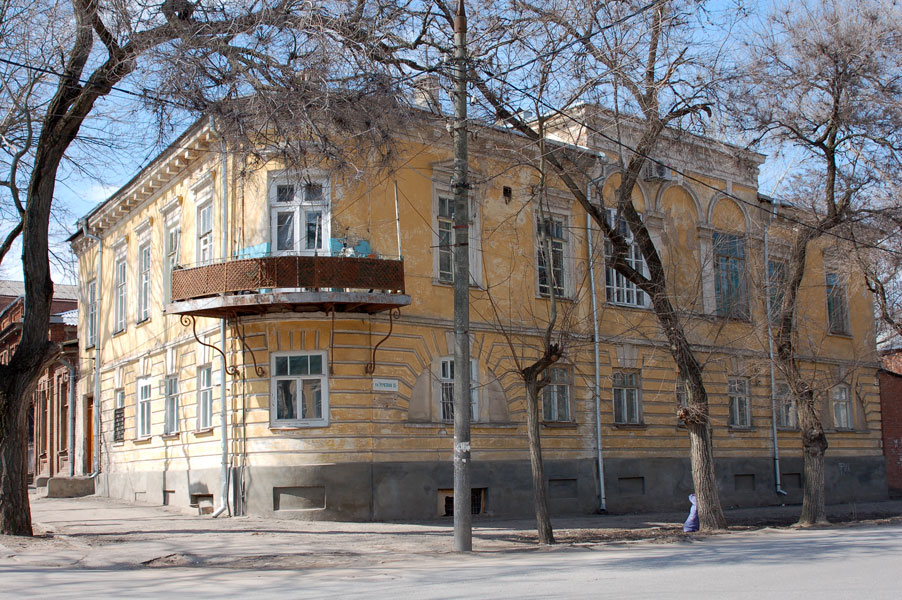
Здание, в котором размещалась библиотека в 1876—1877 годах, фото 2006 года
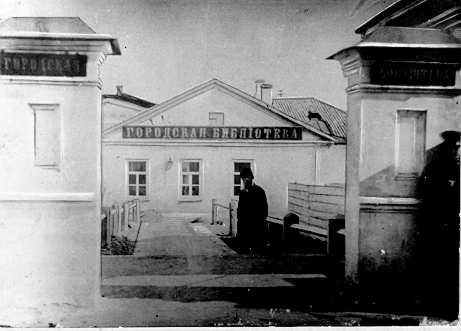
Публичная библиотека Таганрога (1878—1910)
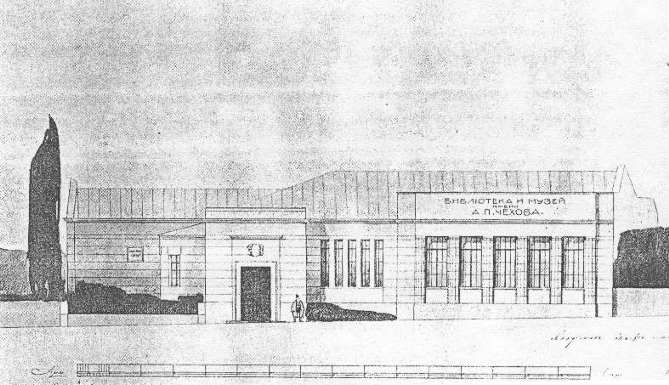
Проект Фёдора Шехтеля для нового здания библиотеки (1911)
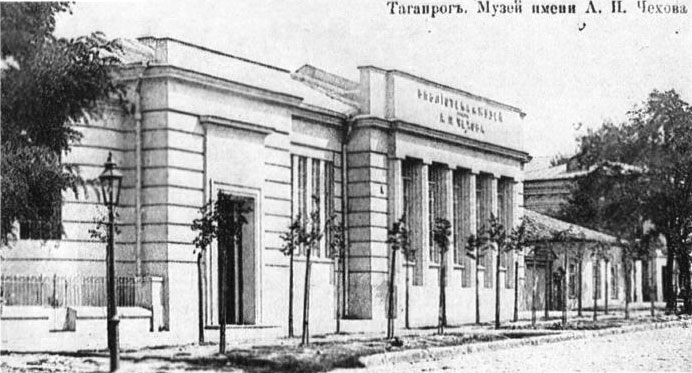
Открытка 1911—1917 г. с видом библиотеки
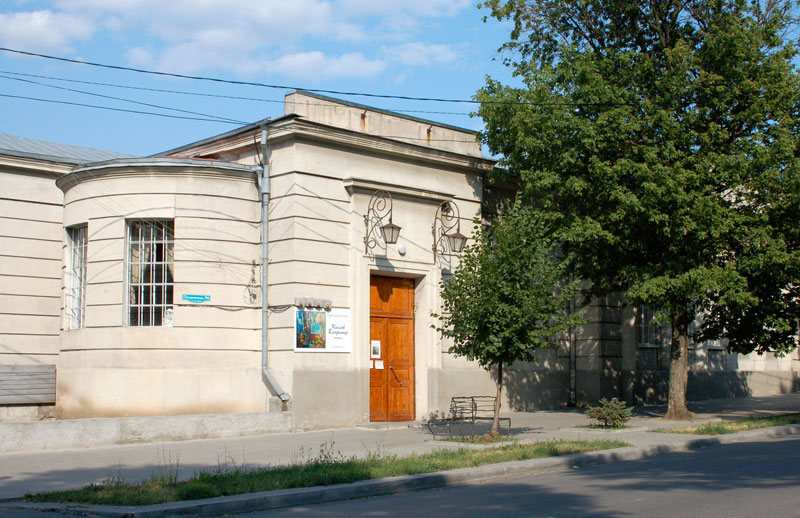
Библиотека им. А. П. Чехова в 2006 году
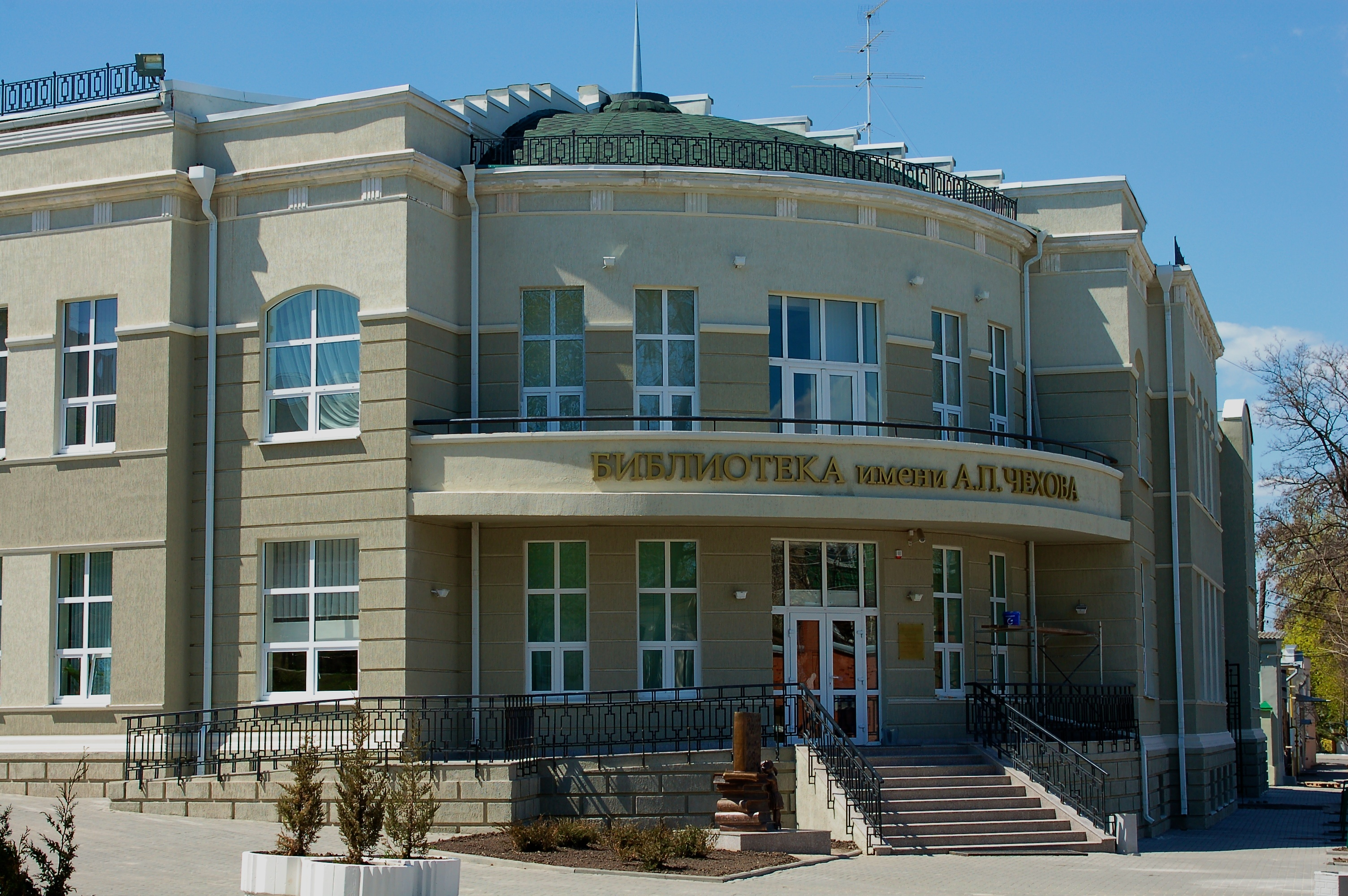
Библиотека им. А. П. Чехова в 2013 году!
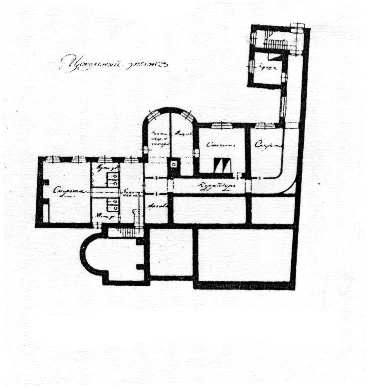
Проект здания библиотеки, 1910г.
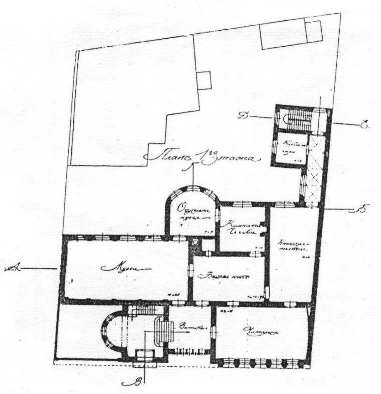
Проект здания библиотеки, 1910г.

## Структура библиотеки (16 отделов)
- городской абонемент;
- центр универсального обслуживания;
- центр электронных ресурсов и библиографии;
- центр оцифровки документов;
- отдел дореволюционных и ценных изданий;
- организационно-методический отдел;
- цент естествознания и медицины;
- нотно-музыкальный отдел;
- отдел литературы на иностранных языках;
- центр правовой и экономической информации;
- отдел комплектования и обработки документов;
- центр культурных программ;
- центр краеведческой информации;
- центр информационных технологий;
- электронный зал;
- отдел регистрации и учета.

## Филиалы библиотеки
- Детский Библиотечно-Информационный центр имени Н. Островского — филиал № 1.
- Детский Библиотечно-Информационный центр имени А. Гайдара — филиал № 2.
- Библиотечно-Информационный центр имени К. Савицкого — филиал № 3.
- Корпоративный проект «Салют, победа!»
- Библиотечно-Информационный центр имени Т. Г. Шевченко — филиал № 4.
- Библиотечно-Информационный центр — филиал № 5.
- Библиотечно-информационный центр — филиал № 6.
- Молодёжный библиотечно-информационный центр имени И. М. Бондаренко — филиал № 7.
- Библиотечно-Информационный центр — филиал № 8.
- Юношеский библиотечно-информационный центр — филиал № 9.
- Библиотечно-информационный центр — филиал № 10.
- Библиотечно-информационный центр — филиал № 11.
- Библиотечно-информационный центр — филиал № 12.
- Детский библиотечно-информационный центр — филиал № 13.
- Детский экологический Библиотечно-Информационный центр имени И. Василенко — филиал № 14.

## Статистика
На 1 января 2007 года:
- обслужено пользователей — 28184;
- посещений — 267518;
- выдано документов — 662162.
- книжный фонд составляет — 1345965 экз.